# Naturalisme (litteratur)
 Denne artikel omhandler kunstretningen af dette navn. Opslagsordet har også en anden betydning, se Naturalisme.
Naturalisme er en stilperiode i litteraturen som fokuserer på mennesket som biologisk væsen. Den ligger i sidste halvdel af det 19. århundrede (1870 – 1890), men fortsætter som tendens langt op i 1900-tallet.

## Overblik
Naturalismen indvarsledes i Danmark af Georg Brandes' forelæsning Indledning til Emigrantlitteraturen i 1872, hvori han fremhævede nødvendigheden af en kritisk litteratur: 
| Citat                                                             | Det, at en litteratur i vore Dage lever, viser sig i, at den sætter Problemer under Debat. [...] At en Litteratur Intet sætter under Debat er det samme, som at den er ifærd med at tabe al Betydning. | Citat |
| Georg Brandes: Udvalgte skrifter, Tiderne Skifter, 1. bind, s. 25 | |       |

Det, han distancerede sig fra, var romantikkens æstetisering og biedermeierens dyrkelse af idyl.
Termen naturalisme havde sit udspring i Frankrig, hvor Émile Zola i forordet til Thérèse Raquin kaldte romanen for et laboratorium, hvor passionens mekanismer afprøvedes. Med andre ord – romanen var et sted hvor menneskets biologiske og psykologiske reaktioner kunne iagttages og analyseres. Perioden var også præget af Charles Darwins tanker om mennesket som evolutionært væsen. Darwins værk Arternes Oprindelse udkom oversat J.P. Jacobsen på dansk i 1872; i tiden derefter blev menneskets biologiske betingethed behandlet i mange romaner og noveller, fx Mogens af J.P. Jacobsen.

## Stilistik og temaer
Der er nogle bestemte karaktertræk der gør sig gældende for litteraturen i denne periode; blandt andet:
- Tekster indeholder ofte naturmetaforer. Et eksempel findes i indledningen til Martin Andersen Nexøs novelle Lønningsdag, hvor en naturmetafor bruges til at beskrive sociale modsætningsforhold.
- En naturvidenskabeligt inspirereret deterministisk tankegang: personerne er et produkt af arv og miljø, og udfaldet af deres liv er givet på forhånd. Det ses fx i det konstante fokus på død i Amalie Skrams forfatterskab, samt temaerne i Herman Bangs Ved vejen.
- Der tilstræbes en nøgtern gengivelse af virkeligheden. Dermed fokuseres der i høj grad på miljøbeskrivelse, så beskrivelsen af omgivelserne kan dominere over fortællingen, hvad der har indbragt naturalismen kritik i eftertiden, blandt andet fra Georg Lukács, der satte naturalismens biologiske determinisme (fx hos Zola) i modsætning til den dynamiske realisme hos Balzac, hvor mennesket ses som et handlende samfundsvæsen, der agerer i en historisk kontekst.

### Vigtige nordiske forfattere
- Amalie Skram (1846 – 1905)
- J.P. Jacobsen (1847 – 1885)
- August Strindberg (1849 – 1912)
- Henrik Pontoppidan (1857 – 1943)
- Herman Bang (1857 – 1912)
- Mogens Klitgaard (1906-1945)